# Селевк I Никатор
Селе́вк I Ника́тор (др.-греч. Σέλευκος Α' Νικάτωρ, буквально «Селевк Победитель»; середина 350-х годов до н. э. — 281 до н. э.) — военачальник Александра Македонского, диадох, основатель государства Селевкидов, которое просуществовало около 250 лет.
Селевк родился в семье македонских аристократов в середине 350-х годов до н. э. Участвовал с самого начала в Восточном походе Александра Македонского, где прошёл боевой путь от рядового гетайра до командующего пехотой. После смерти Александра Македонского в 323 году до н. э. Селевк стал хилиархом гетайров при новом регенте империи Пердикке, после гибели которого в 321/320 году до н. э. получил в управление Вавилон. На этом посту он пробыл несколько лет, после чего был вынужден бежать в Египет, так как ожидал казни по приказу Антигона, который в ходе Второй войны диадохов смог завоевать бо́льшую часть азиатских владений Александра Македонского.
В Египте Селевк успешно командовал войсками и флотом Птолемея в ходе Третьей войны диадохов. После победы над войском Антигона при Газе около 312 года до н. э. Птолемей выделил Селевку тысячу воинов и двести всадников, с которыми тот совершил марш к Вавилону. На тот момент жители Вавилонии и восточных частей Македонской империи видели в Селевке освободителя от жестокого тирана Антигона. В ходе Вавилонской войны Селевк одержал несколько побед. Около 307 года до н. э. между ним и Антигоном был заключён хрупкий мир, согласно которому во власти Селевка оказались восточные части Македонской империи. Последующие несколько лет Селевк вёл войну с правителем Индии Чандрагуптой Маурьей, детали которой неизвестны. По её окончании Селевк отправился на запад, где в союзе с Лисимахом в 301 году до н. э. разбил Антигона при Ипсе. После гибели Антигона бо́льшая часть его державы вошла в состав владений Селевка.
В 281 году до н. э. Селевк, воспользовавшись внутренней смутой при дворе Лисимаха, вторгся в его владения. В битве при Курупедионе Лисимах погиб, а Селевк получил возможность вновь посетить свою родину Македонию, в которой он не был с 334 года до н. э. По пути в Македонию Селевк был предательски убит одним из членов царской свиты Птолемеем Керавном.
В историю Селевк вошёл как создатель огромного по античным меркам государства. В начале правления перед Селевком стояла весьма трудная задача обеспечения спокойствия на громадных территориях, где греки и македоняне находились в абсолютном меньшинстве относительно местного населения. Отсутствие восстаний и мирное сосуществование многочисленных народов с греко-македонской правящей верхушкой предполагали комплекс управленческих решений и межкультурных взаимодействий, а также продуманную религиозную и финансовую политику. Хотя историкам и неизвестны все детали внутренней политики Селевка, она была эффективной, так как период его правления был одним из наиболее спокойных за всю историю империи Селевкидов.
Античные авторы создали идеализированный образ Селевка. Современные историки, хотя и не столь однозначны в своих оценках, отмечают экстраординарные ум, энергию и личные качества Селевка, которые позволили ему выйти победителем из длившихся несколько десятилетий после смерти Александра Македонского войн диадохов.

## Биография

### Происхождение. Ранние годы
Селевк родился в семье македонского аристократа из Орестиды и военачальника царя Филиппа II Антиоха и Лаодики. Согласно Стефану Византийскому, местом рождения Селевка был город Эвроп в нижнемакедонской области Боттиея. Византийский историк Иоанн Малала писал, что Селевк родился в македонской столице Пелле. Современные историки отдают предпочтение версии Стефана Византийского об Эвропе.
Селевк родился в середине 350-х годов до н. э. Точный год его рождения неизвестен. Юстин пишет, что к моменту битвы при Курупедионе начала 281 года до н. э., которая состоялась за семь месяцев до его смерти, Селевку было 77 лет. В этом случае годом рождения Селевка следует считать 358 год до н. э. По сведениям Аппиана, Селевку на момент смерти было 73 года, и, следовательно, он родился в 354 году до н. э.. В то же время, согласно Порфирию, Селевк умер в 75-летнем возрасте, что предполагает дату рождения 356 год до н. э. Все три версии, по мнению российского историка С. В. Смирнова, равнозначны. Соответственно, родившийся в середине 350-х годов до н. э. Селевк был ровесником Александра Македонского.
Впоследствии, когда Селевк создал могущественную державу и стал основателем правящей династии, детали его рождения обросли легендами. Юстин писал, что Лаодика зачала Селевка от Аполлона. В изложении античного историка, Лаодике приснилось, что бог вступил с ней в любовную связь, после чего подарил ей перстень с изображением якоря. Проснувшись, Лаодика обнаружила точно такой же перстень у себя на кровати. При рождении у Селевка было обнаружено родимое пятно в форме якоря. Такие же пятна были у детей и внуков Селевка.
Учитывая древнегреческую и древнемакедонскую традицию называть старшего сына в честь деда, вероятно, дедом Селевка был также Селевк. В таком случае Птолемей, сын Селевка, который погиб в начале Восточного похода Александра Македонского, был дядей Селевка, сына Антиоха. Иоанн Малала упоминает, что у Селевка была сестра Дидимея. Её сыновей — согласно тому же историку, Никанора и Никомеда — Селевк, будучи царём, назначил управлять одной из своих сатрапий. Современные историки полагают, что Дидимея, скорее всего, является выдуманным персонажем.
Предположительно, до 10—12 лет Селевк рос в Эвропе, а затем его отправили в Пеллу. Там он получил соответствующее своему аристократическому статусу образование и навыки. Возможно, он участвовал в битве при Херонее 338 года до н. э.

### Участие в походах Александра Македонского

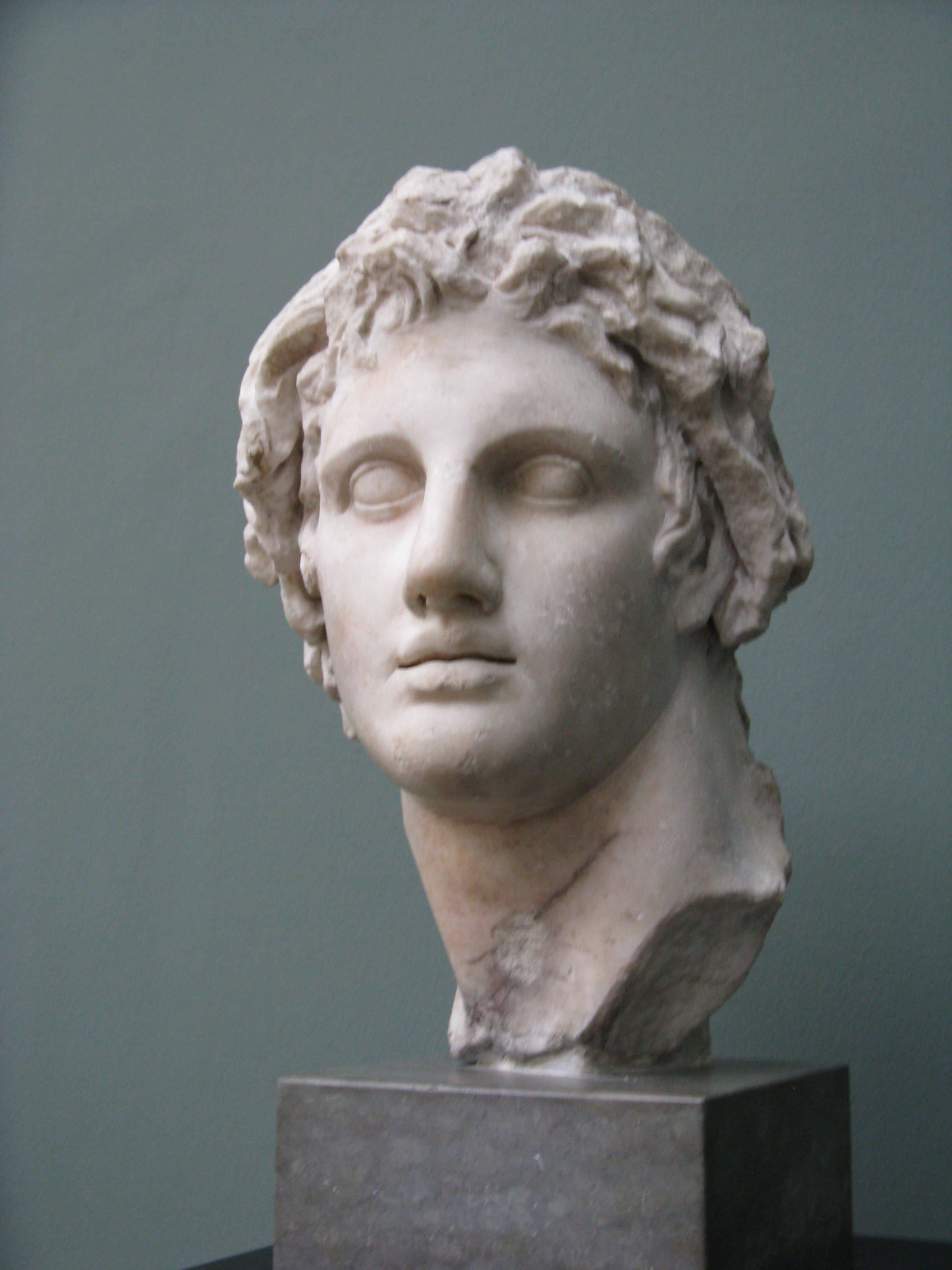
Селевк участвовал в Восточном походе Александра Македонского. Под конец жизни царя он вошёл в состав его свиты.
Античный бюст Александра в Новой глиптотеке Карлсберга, Копенгаген, Дания

Предположительно, Селевк участвовал в Восточном походе Александра Македонского с самого его начала в 334 году до н. э. Однако первое упоминание действий Селевка в войске Александра в источниках связано с событиями 326 года до н. э. В первые годы похода он мог руководить небольшим тактическим соединением македонского войска и/или входить в состав элитных отрядов конницы гетайров, которые состояли из представителей аристократии. Арриан, при описании переправы через Гидасп, назвал Селевка гетайром и руководителем отряда царских гипаспистов, которые во время сражения находились рядом с Александром. Такой карьерный рост может свидетельствовать о том, что Селевк отличился во время предыдущих сражений при Гранике, Иссе и Гавгамелах, а также походов в Бактрию и Согдиану.
Во время решающей битвы с Пором на Гидаспе Селевк вместе с Антигеном и Тавроном командовал македонской пехотой. В бою ей пришлось столкнуться с боевыми слонами. Арриан подробно описал бойню, когда македонянам удалось убить погонщиков, что привело к последующей сумятице и безумию слонов, которые перетоптали часть индийского войска. Согласно античному историку, македоняне потеряли лишь 80 человек. Хотя данное число потерь македонян и не выглядит достоверным, Селевк смог проявить свой талант военачальника, проявил личную доблесть, что подняло его личный авторитет.
Впоследствии Селевк вместе с основным войском Александра последовал на юг по Гидаспу. Возможно, он участвовал в штурме города маллов и переходе через пустыню Гедросии. К 324 году до н. э. он уже занимал высокое положение в свите Александра. Во время массового бракосочетания в Сузах Селевк получил в жёны дочь бактрийского аристократа Апаму. Арриан и Аппиан привели легенду о том, как во время плавания по озёрам рядом с Вавилоном ветер сорвал с головы Александра диадему. Селевк поплыл за диадемой и, когда возвращался к кораблю одел её себе на голову. По мнению античного историка, этот эпизод предвещал македонскому царю скорую смерть, а Селевку — великое царство. Близость Селевка к македонскому царю в его последние годы жизни проявилась в его присутствии на пиру у Медия, после которого Александр серьёзно заболел. Когда Александр был при смерти, Селевк вместе с другими приближёнными царя обратился в храм Сераписа с мольбой о помощи. Там он даже прошёл необходимый ритуал инкубации.

### После смерти Александра Великого. Участие в Первой и Второй войнах диадохов

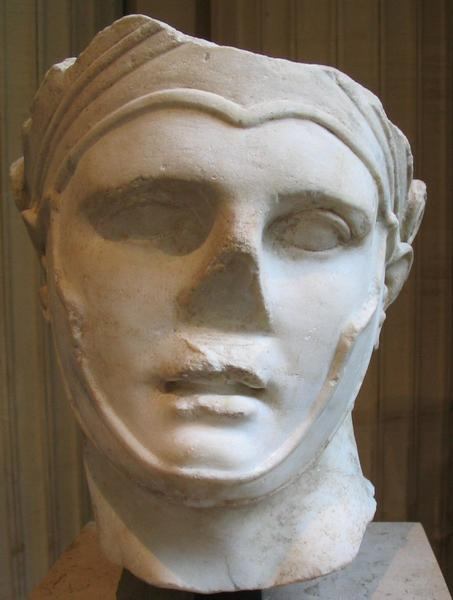
Голова Селевка. Лувр. Париж

Непосредственно после смерти Александра в 323 году до н. э. возник вопрос относительно престолонаследника. Процесс выбора нового царя описан тремя античными историками — Диодором Сицилийским, Юстином и Квинтом Курцием Руфом. В их трудах содержатся определённые разночтения. Согласно Юстину, во время совета наиболее влиятельный военачальник Пердикка предложил дождаться родов жены Александра Роксаны, которая находилась на последних месяцах беременности. Против такого предложения резко выступил Мелеагр. Он считал, что не следует дожидаться родов, во время которых на свет могла появиться и девочка. Ведь у Александра уже есть сын от Барсины Геракл. Да и не подобает македонянам подчиняться царям, в чьих жилах течёт персидская кровь. Мелеагр выступил за признание царём слабоумного брата Александра Арридея.
Во время последующего противостояния Мелеагр проиграл, а он сам вместе со своими сторонниками был казнён. После победы Пердикка вновь созвал совет военачальников, на котором и произошло перераспределение власти в Македонской империи между приближёнными Александра. Формальными царями становились малолетний сын Александра от Роксаны и его слабоумный брат Арридей. В результате Вавилонского раздела Македонской империи Пердикка получал верховное командование над царскими войсками и право отдавать приказы всем должностным лицам в империи. Селевк стал хилиархом гетайров, передав командование царскими гипаспистами сыну Антипатра Кассандру. Хотя новая должность Селевка и была формально одной из самых высоких в империи, однако реальной власти в условиях распада государства не давала.
В 321/320 году до н. э. после поражения Пердикки у Верблюжьего форта в ходе Первой войны диадохов Пердикка был убит своими же военачальниками. В числе непосредственных убийц Корнелий Непот назвал Антигена и Селевка. Во время последующего раздела в Трипарадисе Селевк получил в управление сатрапию Вавилонию. Власть Селевка распространялась лишь на Вавилон с прилежащими землями, так как сатрапом Месопотамии — области, в которой был расположен город, — стал Амфимах.
Во время Второй войны диадохов Азия стала полем битвы между войсками Эвмена и Антигона. Эвмен отправил к Селевку послов с просьбой присоединиться к нему. Однако, согласно Диодору Сицилийскому, Селевк ответил отказом. Вначале он препятствовал Эвмену переправиться через Тигр, однако затем согласился на перемирие с условием, что тот покинет его владения. Одновременно Селевк отправил гонцов к Антигону. По одной версии, Селевк, который непосредственно участвовал в убийстве Пердикки, боялся мести со стороны пердикканца Эвмена. По другой, он правильно оценил шансы обоих военачальников и отказался присоединиться к той стороне, которая, по его мнению, потерпит поражение.
В 317 году до н. э. Месопотамия была занята Антигоном. На место Амфимаха, который присоединился к Эвмену, по одной версии, был назначен Блитор. По другой, Блитор стал сатрапом после окончательной победы Антигона. Селевк не только сохранил свой статус сатрапа Вавилонии, но и получил в управление Сузиану. Ему было поручено захватить столицу области Сузы, в которой находилась сокровищница в 15 тысяч талантов. Впрочем, Селевк не выполнил возложенной на него задачи, так как фрурарх города Ксенофил выдержал осаду вплоть до полной победы Антигона.
В конце 316 или начале 315 года до н. э. после победы над Эвменом в Вавилон прибыл Антигон. Согласно античным источникам, он был «блестяще» принят Селевком. Однако, когда новый властитель Азии потребовал от него отчёта о доходах, Селевк был вынужден с пятьюдесятью всадниками бежать к Птолемею. Согласно античной легенде, Селевк заявил что «не будет отчитываться, потому что поставлен на этот пост не Антигоном, а македонянами за заслуги перед Александром при жизни». В данном случае это был открытый выпад против Антигона, который бо́льшую часть походов Александра провёл на должности сатрапа Фригии, а не среди основного войска. Бегство Селевка стоило Блитору должности. Антигон лишил его власти за то, что тот позволил Селевку беспрепятственно пересечь его владения. Согласно Диодору Сицилийскому, вначале Антигон обрадовался, что получил Вавилон без какой-либо борьбы, однако затем его радость омрачили халдеи. Они предсказали, что если Антигон позволит Селевку бежать, то погибнет от его войск. После этого Антигон отправил за Селевком погоню, которая оказалась безрезультатной.

### Третья война диадохов. На службе у Птолемея

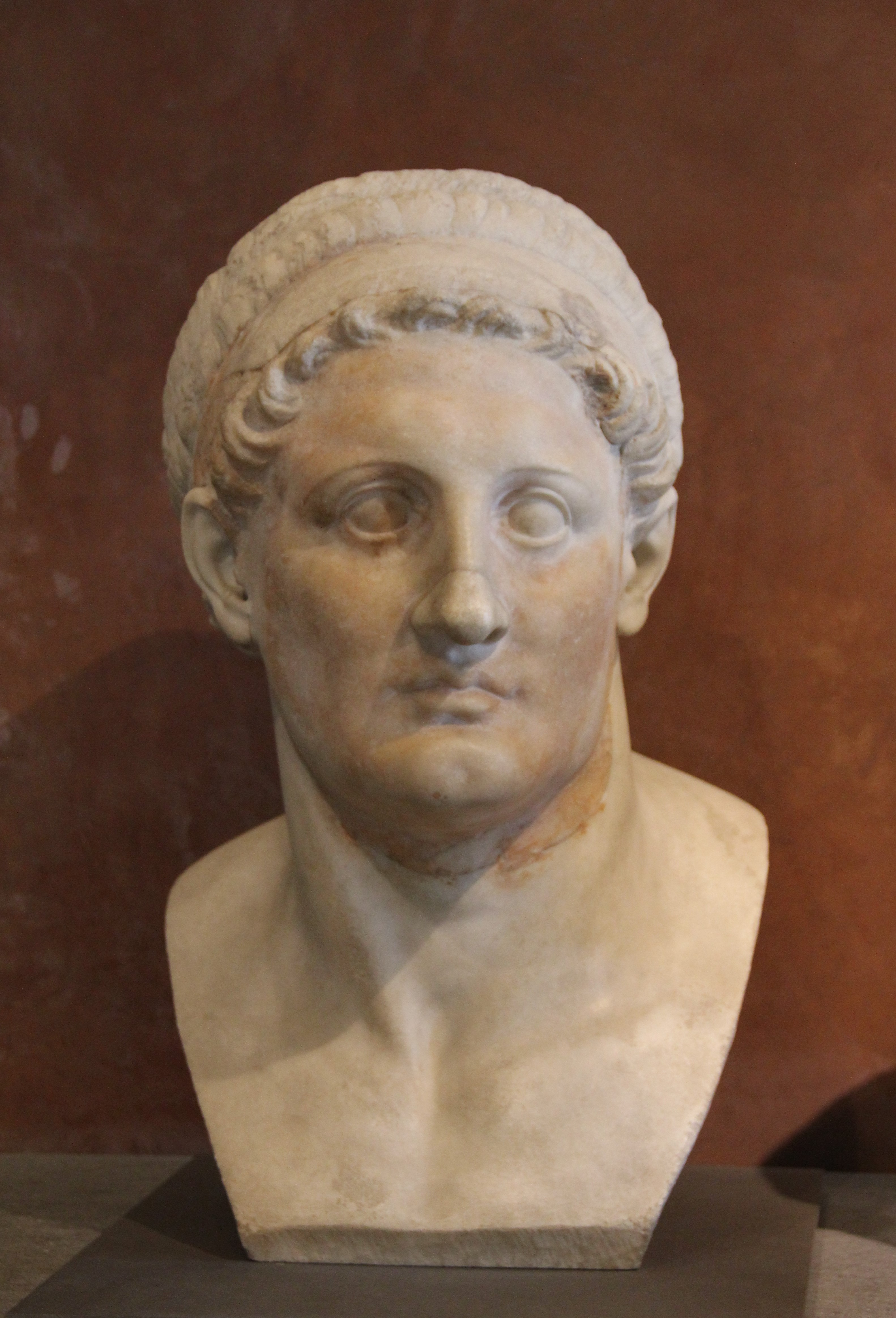
Бюст Птолемея. Лувр, Париж

Прибыв в Египет, где правил Птолемей, Селевк обвинил Антигона в попытке узурпации трона и репрессиях соратников Александра. Резкое усиление Антигона не устраивало никого из диадохов. Изгнание Селевка стало одним из поводов для новой войны между коалицией Птолемея, правителей Македонии Кассандра, Фракии Лисимаха и Карии Асандра с одной стороны, и Антигона — с другой. На службе у Птолемея Селевк командовал флотом. В течение 315/314—312 годов до н. э. он участвовал в атаках на побережье Сирии, осаждал Эрифры в Ионии, помогал осаждённому Антигоном Тиру, сражался в Эгейском море и даже захватил Кипр.
После взятия Тира Антигон с основным войском отправился в Малую Азию. В Сирии он оставил войско под командованием сына Деметрия Полиоркета. На этом фоне Птолемей по совету Селевка, несмотря на неподходящее для военных экспедиций время года, решил выступить в поход. Во время похода и последующей битвы при Газе Селевк был ближайшим советником Птолемея. Поражение Деметрия имело важные стратегические последствия для дальнейшего хода войн диадохов. Во-первых, оно перечеркнуло планы Антигона о восстановлении единой власти в Македонской империи Александра. После победы Птолемей планировал дальнейший захват Сирии и Финикии. Во-вторых, оно открыло врагам Антигона путь вглубь его азиатских владений. Селевк, воспользовавшись моментом, решил вернуть себе власть в Вавилоне. Птолемей выделил военачальнику тысячу воинов и 200 всадников, с которыми Селевк и отправился в Вавилонию. Деметрий, занятый подготовкой обороны от дальнейшего наступления Птолемея, не мог помешать этому походу.

### Вавилонская война

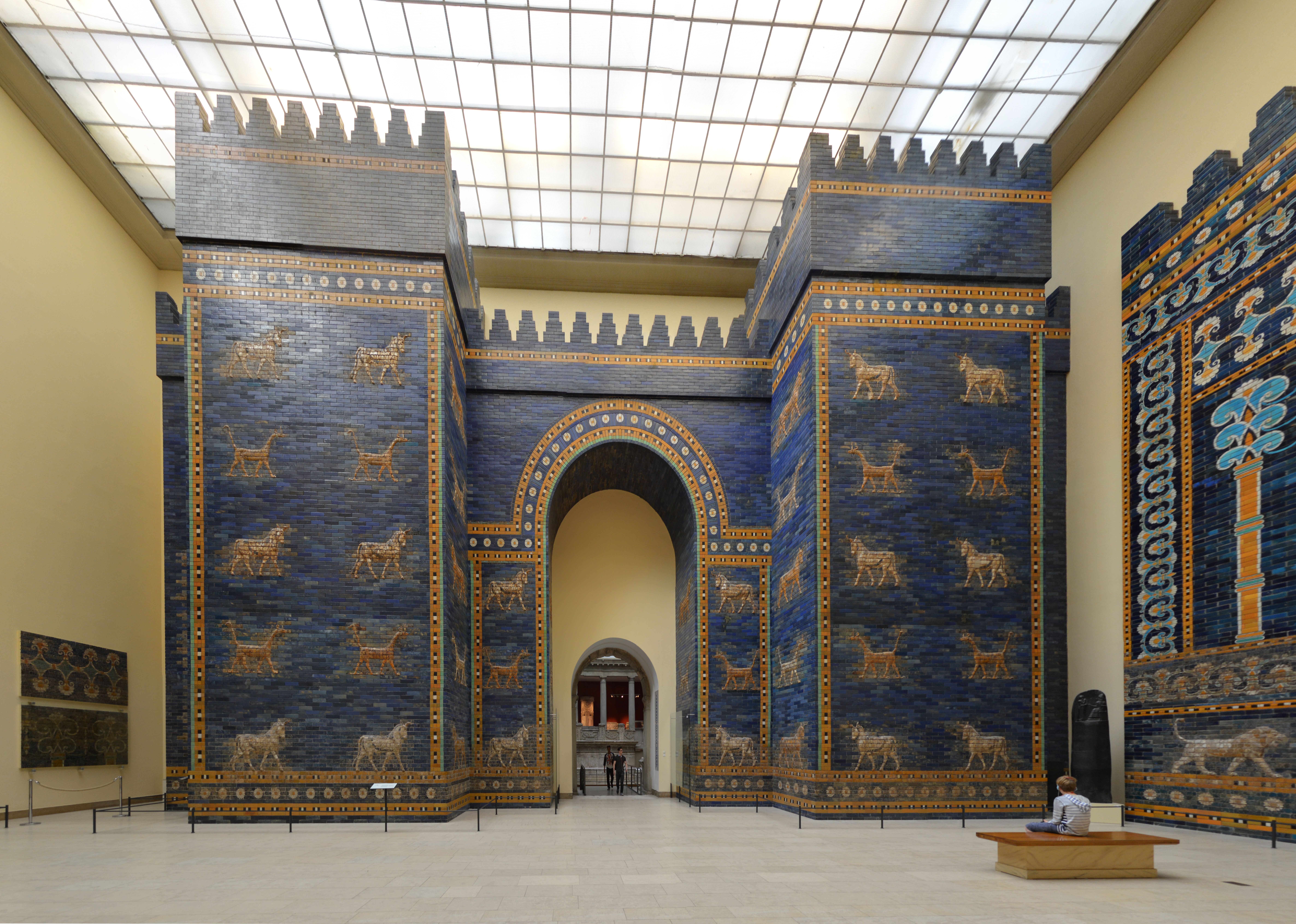
Часть вавилонских Врат Иштар в музее Передней Азии, Берлин

По мнению Р. Биллоуза, Селевк выступил в поход на Вавилон не ранее января 311 года до н. э. По пути он пополнял своё войско, а местные жители оказывали ему всеобщую поддержку. На сторону Селевка также стали переходить войска Антигона. Так, Диодор Сицилийский упоминает о Полиархе, который «управлял каким-то округом» и перешёл на сторону Селевка с тысячей воинов. Р. Биллоуз считал, что беспрепятственный поход Селевка из Финикии в Вавилон стал возможным потому, что Деметрий после поражения при Газе был вынужден спешно собирать войска в Киликии и, соответственно, на пути Селевка не было больших контингентов войск. Кроме того, гибель при Газе Пифона — сатрапа Вавилонии на службе Антигона — дезорганизовала систему управления в регионе.
При приближении Селевка к Вавилону сторонники Антигона под командованием Дифила укрылись в одной из вавилонских крепостей. Историки датируют начало осады города весной 311 года до н. э. О деталях осады и последующего штурма Вавилона практически ничего не известно. Й. Лендеринг на основании Вавилонских хроник предположил, что штурму предшествовали некие действия с руслом Евфрата. После падения крепости летом 311 года до н. э. Селевк освободил заключённых, которых арестовали после его бегства в 315 году до н. э. из Вавилонии в Египет. После успешной осады Вавилона Селевк с основным войском отправился на восток, где стратег Верхних сатрапий Никанор начал собирать войско для отражения его нападения. Стратегом Вавилонии стал один из наиболее верных друзей Селевка Патрокл.
Селевк с войском, которое насчитывало 3 тысячи воинов и 400 всадников, переправился через Тигр. Силы Никанора были значительно бо́льшими — 7 тысяч всадников и тысяча пеших воинов. Селевк укрыл своих воинов в тянущихся вдоль реки болотах в надежде, что сможет застать военачальника Антигона врасплох. Когда Никанор прибыл к Тигру, он посчитал, что противник отступил на запад. Исходя из этого заблуждения, он обустроил временный лагерь и не позаботился о его должной защите. Ночью на спящих воинов Никанора напал Селевк со всеми своими силами, чем вызвал в стане противника панику. В ходе сражения погиб один из военачальников сил Никанора, сатрап Персиды Эвагор. Всё войско Никанора оказалось рассеянным, после чего его воины стали массово переходить на сторону Селевка. Согласно Диодору Сицилийскому, сам Никанор бежал, но Аппиан писал, что он погиб во время сражения от рук Селевка. Возможно, Никанор погиб в ходе второго, не зафиксированного в источниках, сражения с Селевком.
Пока Селевк был занят военными действиями в Персиде и Мидии, в Вавилонию вторгся сын Антигона Деметрий с войском в 15 тысяч воинов и 4 тысячи всадников. Селевк со своими силами продолжил завоевание Верхних сатрапий, а задача по противодействию Деметрию была возложена на Патрокла. Патрокл организовал эвакуацию населения, а сам с имеющимися незначительными силами совершал манёвры по области, «используя русла рек и каналов как защиту, … наблюдая за врагом, и время от времени отправлял весть в Мидию Селевку о том, что происходило, и настоятельно просил его прислать помощь как можно скорее». Основное войско находилось с Селевком и, соответственно, Патрокл не имел какой-либо возможности победить Деметрия в открытом бою. Он также не мог организовать сопротивление во всём Вавилоне и ограничился организацией обороны лишь в двух крепостях. Возможно, именно к этому времени относится фрагмент из трактата Арриана «Индика» о помощи Птолемея Селевку. Правитель Египта отправил в Вавилонию войско, которое на верблюдах за восемь дней пересекло пустыню Аравийского полуострова. Британский историк Д. Грейнджер подчёркивал, что, учитывая обстоятельства и особенности этого марша, помощь Птолемея не могла быть значительной.
Оба войска испытывали трудности. Патрокл страдал от незначительности сил и необходимости эвакуировать жителей города, Деметрий — от враждебности местного населения и отсутствия подкреплений. К февралю 309 года до н. э. Деметрию удалось захватить одну из цитаделей, однако вскоре он был вынужден отступить на запад, предварительно ограбив окрестности и оставив во взятой крепости войско в 5 тысяч воинов и тысячу всадников под командованием Архелая. Весной 309 года до н. э. в Вавилонию вернулся Селевк и деблокировал Вавилон.

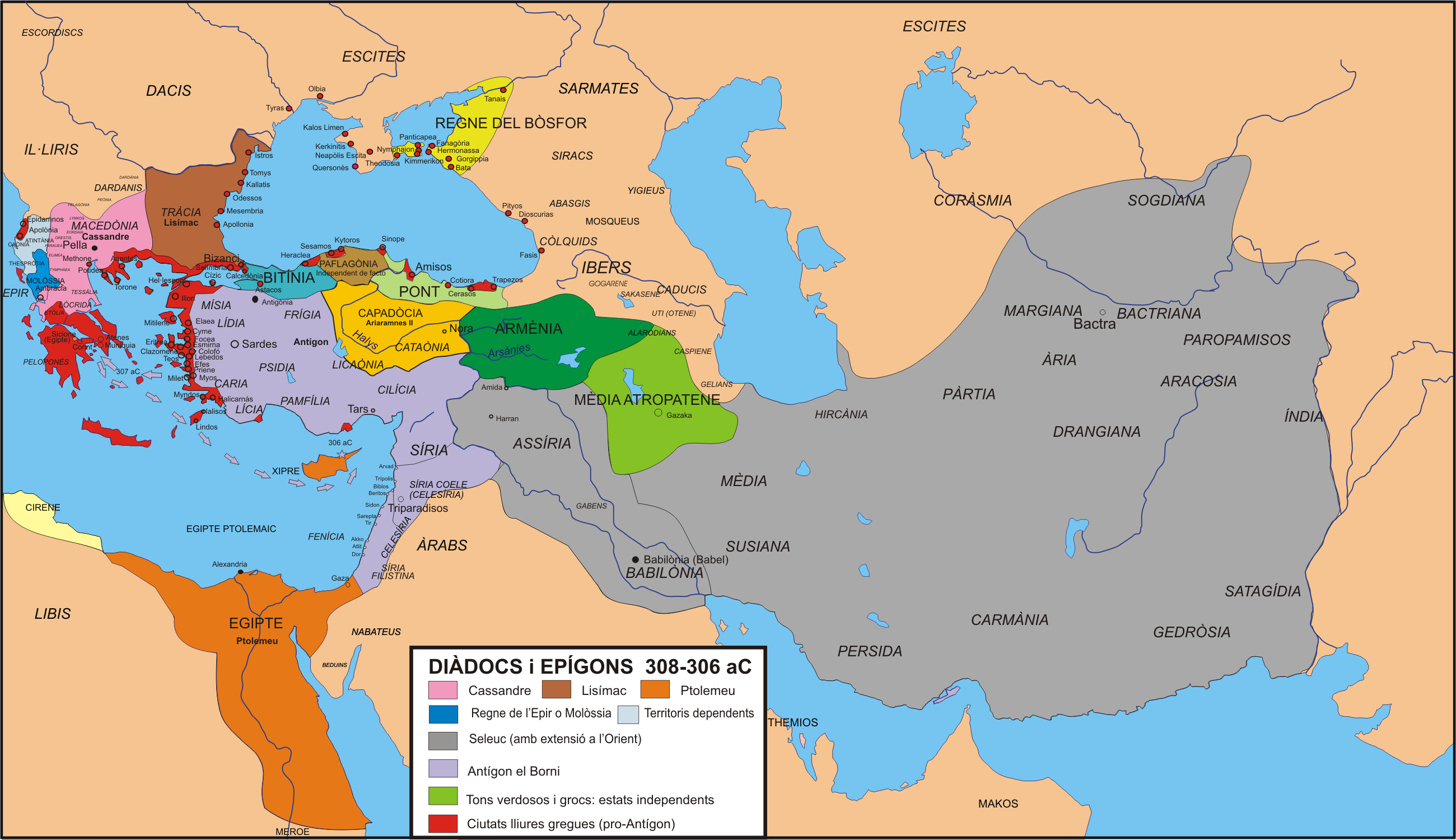
Ориентировочная карта территориальных владений в Македонской империи на конец Вавилонской войны

В промежутке между августом 310 года до н. э. и 308 годом до н. э. в Месопотамию вторгся Антигон со своим войском. Историки приводят несколько мотивов начала военной кампании. Для Антигона ситуация грозила потерей восточной половины своих владений. Детали противостояния между войсками Антигона и Селевка неизвестны, их реконструкция носит предположительный характер. Вероятно, вначале Антигону сопутствовал успех. Во всяком случае, он смог достичь Вавилона и предпринял неудачную попытку его захватить. В ходе городских боёв его войска не смогли занять храм Набу. Так и не сумев полностью овладеть городом, Антигон назначил «сатрапом Аккада» Архелая и направился в Куту. Мотив этого действия до конца не ясен. Возможно, Антигон хотел захватить находящиеся в городе богатства, а также заставить местных жрецов перейти на его сторону.
Информация о решающем сражении между Антигоном и Селевком содержится в «Стратегемах» Полиэна. Согласно этому описанию, оно продолжалось два дня. В первый день исход битвы не был решён, и она должна была продолжиться на следующий день. Селевк приказал своим воинам лечь спать в полном вооружении, сохраняя боевой порядок. Воины Антигона, напротив, разбили лагерь и сняли оружие. Ранним утром Селевк дал сигнал атаки, что стало для Антигона неожиданностью. Его воины оказались застигнуты врасплох и были разбиты. Вне зависимости от того, насколько описание Полиэна соответствует действительности, несомненно, что Селевк одержал решительную победу, однако не смог захватить в плен Антигона.
В 308/307 году до н. э. между Антигоном и Селевком был заключён хрупкий мир. Каждый из военачальников остался при тех владениях, которыми обладал на момент его подписания. Предположительно, граница между владениями Антигона и Селевка проходила в Месопотамии. Южная часть области принадлежала Селевку, а северная, прилегающая к Сирии и Малой Азии — Антигону. Несомненным победителем в Вавилонской войне был Селевк, который из безземельного военачальника за несколько лет стал руководителем громадного государства за счёт владений Антигона. Причинами поражения Антигона, кроме экстраординарных личностных качеств его соперника, были ненависть со стороны населения и необходимость вести войну на нескольких фронтах.

### Восточный поход Селевка

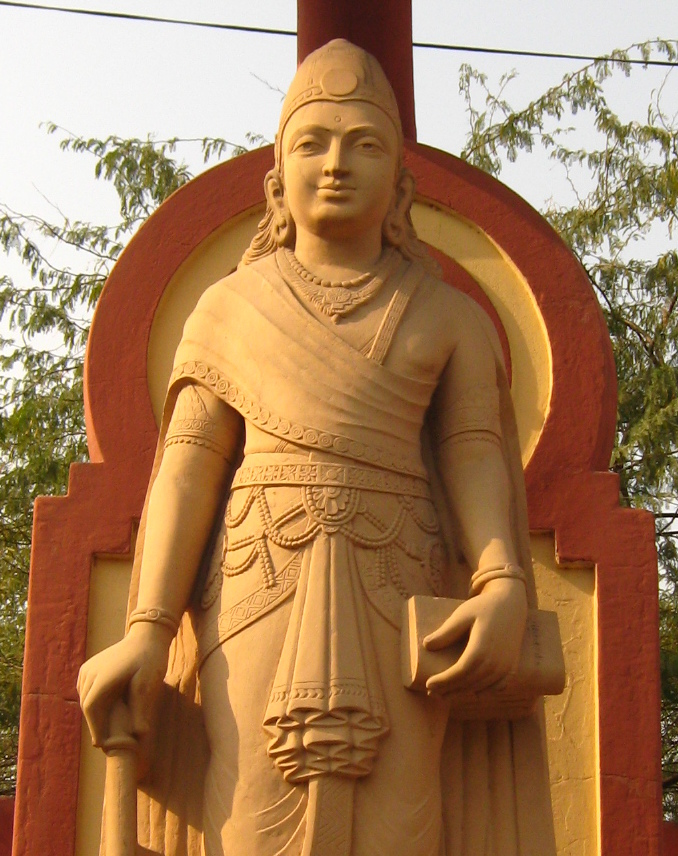
Современная статуя Чандрагупты Маурьи. Храм Лакшми-Нараян, Нью-Дели

После окончания войны с Антигоном и установления шаткого мира Селевк занялся упрочением своей власти в восточных Верхних сатрапиях. Вероятность повторного нападения со стороны Антигона, который был занят войной с Птолемеем и Кассандром, была минимальной, что позволило Селевку направить все свои силы на восток. Первая кампания была направлена против Бактрии — богатой области на востоке Македонской империи, в которой, возможно, началось восстание.
Закончив покорение Бактрии и, возможно, Согдианы, Селевк с войском направился к индийскому городу Таксиле. На тот момент в Индии возникло крупное государственное образование империя Маурьев, которым правил талантливый военачальник и государственный деятель Чандрагупта Маурья, известный в греческих источниках как Сандрокотт или Андрокотт. С. В. Смирнов выделил четыре возможные причины, которые побудили Селевка начать поход в Индию. Возможно, вторжение в Индию было частью соглашения с бактрийской и согдианской аристократией. Бактрия и Согдиана прилегали к империи Маурьев и чувствовали угрозу завоевания. Они могли признать верховную власть Селевка при условии, что он поможет избежать завоевания этих областей. Также Селевку было необходимо установить чёткую границу с империей Маурьев перед дальнейшей борьбой за наследие Александра. В этом контексте, успешный поход в Индию имел бы пропагандистское значение, поскольку Селевк таким образом смог бы стать истинным наследником легендарного македонского царя, повторив один из его подвигов. К тому же поле боевых действий было знакомо Селевку ещё со времён Индийского похода Александра.
В отличие от Индийского похода Александра, военная экспедиция Селевка носила не завоевательный, а оборонительный характер. Диадох не стремился к каким-либо существенным территориальным приобретениям. Детали экспедиции из сохранившихся античных источников неизвестны. Около 303 года до н. э. между двумя правителями был заключён мирный договор, согласно которому к Чандрагупте отходили большие территории. По одной версии, территориальные уступки Селевка включали Паропамисады, Ариану, Гедросию и Арахосию; по другой — лишь восточные области Гедросии и Арахосии. По сути, к индийскому монарху отошли территории, которые в основном населяли индийцы. Страбон утверждал, что мирный договор закрепляли междинастические браки, также Селевк получал корпус в 500 боевых слонов.

### Четвёртая война диадохов. Битва при Ипсе

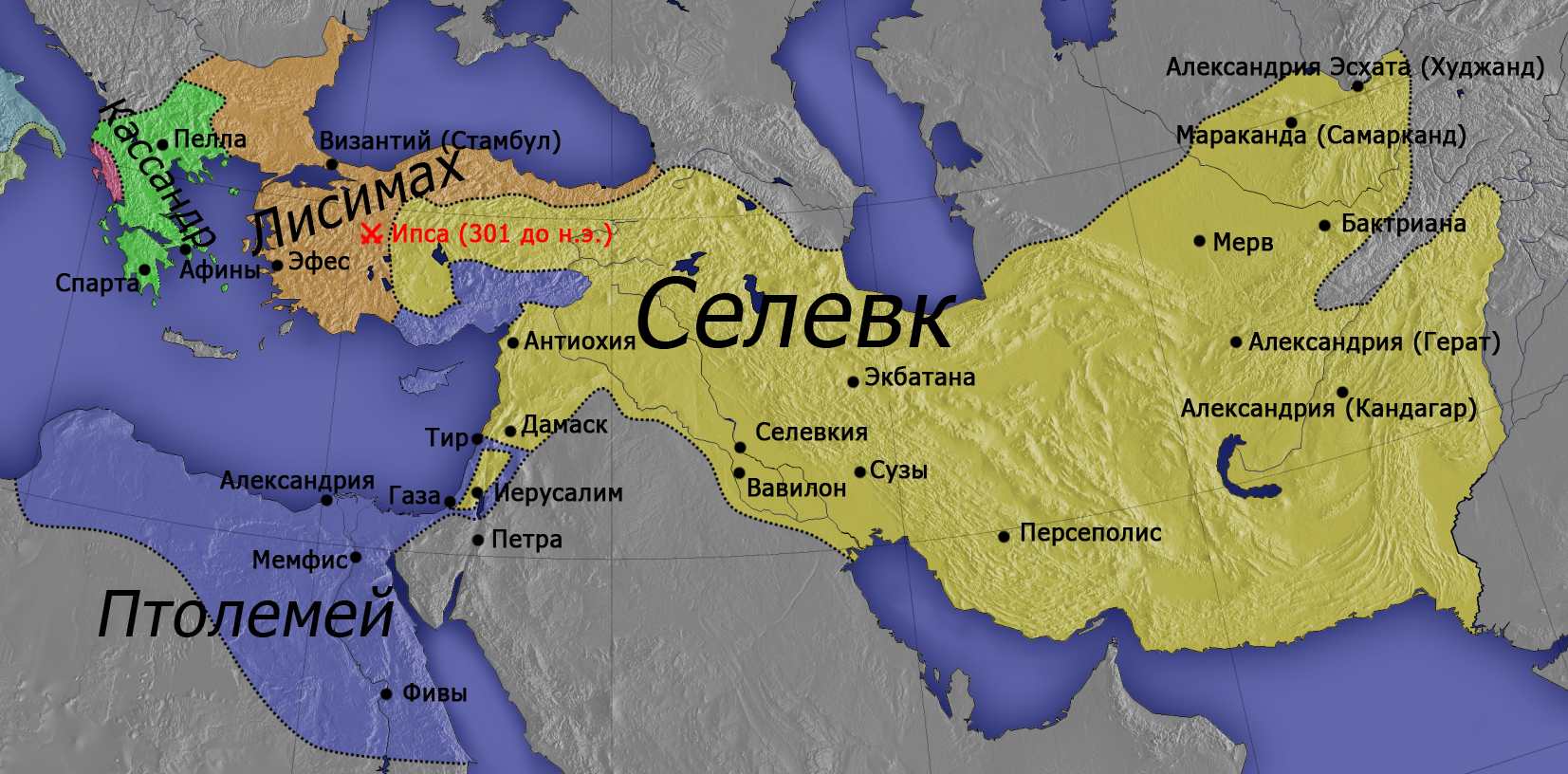
Владения диадохов после битвы при Ипсе (ок. 301 года до н. э.)

В то время как Селевк воевал в Индии, началась очередная война диадохов между правителями Египта Птолемеем, Македонии Кассандром и Фракии Лисимахом с одной стороны и Антигоном с другой. Зиму 303/302 года до н. э. Селевк, скорее всего, провёл в Бактрии, после чего отправился на запад. Войско Селевка, в которое уже входило большое количество боевых слонов, двигалось медленно. В 302 году до н. э. он решил сделать остановку в Экбатанах. В это время Лисимах со своими силами воевал в Малой Азии, постоянно уклоняясь от решающего сражения, в ожидании Селевка. В начале 301 года до н. э. Антигон, узнав о приближении основных сил Селевка, был вынужден вызвать из Греции своего сына Деметрия.
Весной или летом 301 года до н. э. состоялось решающее сражение возле Ипса, месторасположение которого неизвестно. Согласно Плутарху, у Антигона было 70 тысяч воинов, 10 тысяч всадников и 75 слонов, в то время как в войске союзников — 64 тысячи воинов, 15 тысяч всадников, 120 боевых колесниц и 400 слонов, из которых на долю Селевка приходилось 20 тысяч воинов, бо́льшая часть конницы и все слоны. В центре обоих войск разместили фалангу, которую прикрыли с фланга конницей. Элитные отряды конницы Антигона возглавил Деметрий, которому с противоположной стороны противостоял сын Селевка Антиох. Союзники выставили около сотни слонов впереди, оставив основную их часть в резерве.
Битва при Ипсе проходила в два этапа. Вначале Деметрий атаковал фланг Антиоха. По словам Плутарха, «он [Деметрий] сражался великолепно и обратил неприятеля в бегство, однако слишком увлёкся преследованием». В это время Селевк развернул своих слонов таким образом, чтобы не дать возможности коннице Деметрия вернуться обратно к основным силам Антигона. На втором этапе конница Селевка начала обстреливать фалангу Антигона, не спеша вступать в сражение. Тем временем на другом крыле шёл ожесточённый бой между слонами Лисимаха и Антигона. Постоянный обстрел деморализовал фалангу Антигона. После того как наёмники стали разбегаться и переходить на сторону Селевка, началось наступление фаланги союзников. Антигон до конца надеялся, что Деметрий вернётся и переломит ход сражения, однако тот так и не смог прорваться через заслон из слонов Селевка. В фаланге Антигона началось повальное бегство. Согласно Плутарху, Антигон до самой смерти оставался на поле боя, ожидая помощи от сына. На слова приближённых: «Царь, они метят в тебя!» — Антигон возразил: «Какая же ещё может быть у них цель? Но Деметрий подоспеет на выручку». Вскоре Антигон был пронзён сразу несколькими копьями, а его приближённые разбежались.
При реконструкции сражения остаётся открытым вопрос о том, был ли его ход заранее спланирован Селевком, либо военачальник принимал решения исходя из обстоятельств. По мнению израильского историка Б. Бар-Кохвы, задача по перекрытию слонами местности слишком сложна, чтобы её можно было бы выполнить без предварительного планирования. В таком случае бегство Антиоха было частью плана. В то же время, исходя из информации античных источников, нет никакого основания предполагать притворное отступление Антиоха.

### После битвы при Ипсе
Гибель Антигона ознаменовала конец его некогда могучей державы. Его владения были неравномерно разделены между победителями. Бо́льшая их часть отошла Селевку и Лисимаху, причём первый получил Сирию и Северную Месопотамию, второй — значительную часть Малой Азии. Вскоре, согласно Аппиану, Селевк распространил свою власть также на Каппадокию и Армению, которые, хоть и сохранили местных династов, получили царских управляющих. Птолемей, который не участвовал в битве, был обделён при разделе державы Антигона, что создало почву для новых разделов и столкновений. После битвы при Ипсе Селевк получил прозвище «элефантарха» (в дословном переводе — «предводитель слонов»), а при его преемниках слон стал государственным символом.
Единодушие победителей было непродолжительно. Территориальный раздел державы Антигона не устранил, а создал предпосылки для новых войн. Так, Птолемей обвинил диадохов в том, что договор о разделе державы Антигона был заключён без его участия. Правитель Египта занял часть городов Келесирии и Финикии. Селевк сумел договориться о разделе провинций с Птолемеем. Хотя историкам и неизвестно, где проходила граница между владениями Селевка и Птолемея, предположительно Селевк занял внутренние, а Птолемей прибрежные части Келесирии.

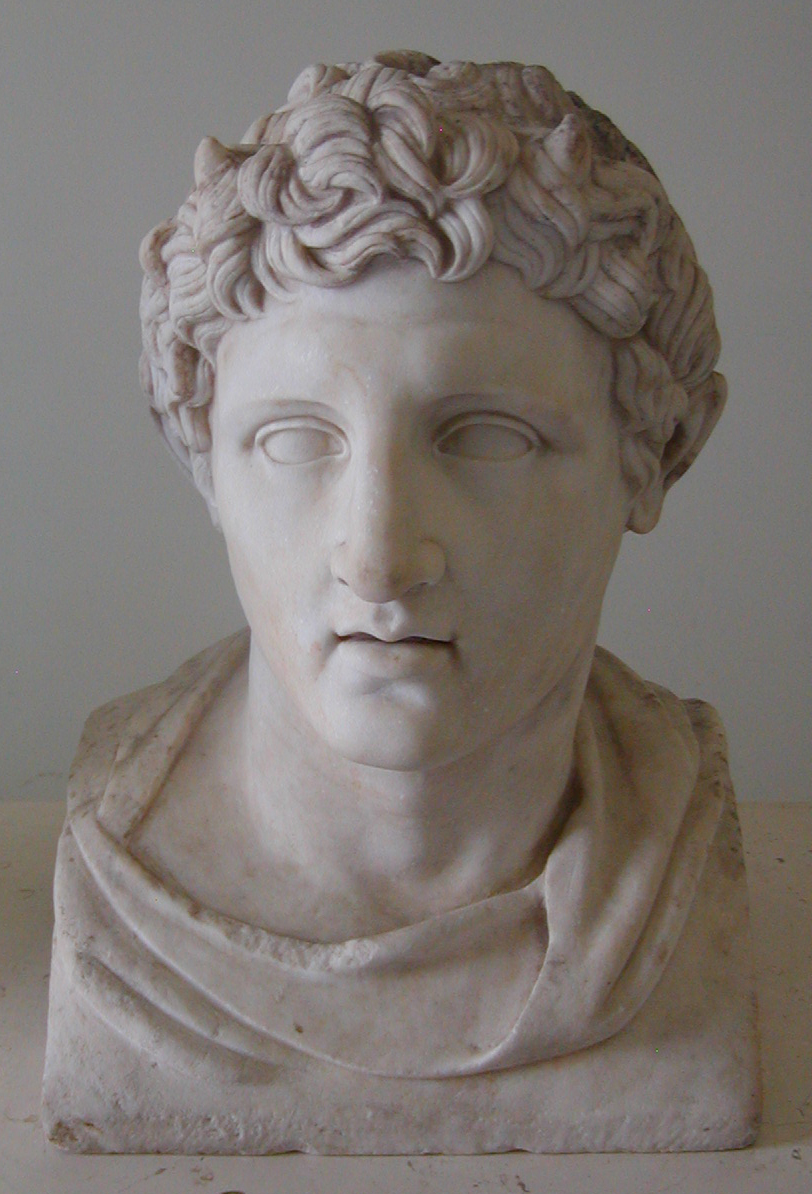
Бюст Деметрия Полиоркета
Римская копия I века с греческого оригинала III века до н. э.. Национальный археологический музей Неаполя

Направленный против Антигона Одноглазого союз диадохов развалился вскоре после битвы при Ипсе. На этом фоне Селевк решил породниться с сыном Антигона Деметрием Полиоркетом, который сохранил контроль над греческими городами Малой Азии на побережье Эгейского моря, Кипром, а также хорошо укреплёнными крепостями в Финикии — Тиром и Сидоном, а также Киликией. Между 300 и 298 годами до н. э. Селевк посватал дочь Деметрия от Филы Стратонику. После сокрушительного поражения при Ипсе 301 года до н. э. союз с Селевком для Деметрия казался крайне выгодным. На момент помолвки Деметрий обладал хоть и относительно небольшим количеством городов на побережье, но эти хорошо укреплённые локации имели стратегическое значение, так как контроль над ними позволил бы в любой удобный момент Птолемею и/или Лисимаху начать вторжение в державу Селевка. Для Селевка свадьба со Стратоникой также давала возможность породниться с наиболее знатными македонскими семьями того времени, тем самым легитимизировав свои притязания на власть в Македонской империи, а также обезопасить границы своих владений. Стратоника была внучкой Антигона. Таким образом, свадьба с наследницей бывшего правителя Сирии, Малой Азии и других земель повышала лояльность жителей к новому правителю. Получив предложение Селевка, Деметрий с дочерью немедленно отплыли в Азию. Неподалёку от киликийского приморского города Росс состоялась шикарная свадьба. Также Селевк добился кратковременного примирения между Деметрием и Птолемеем путём помолвки Деметрия с дочерью египетского царя Птолемаидой.
Данный ситуативный союз между Селевком, Птолемеем и Деметрием просуществовал недолго. Селевк потребовал от своего тестя выкупить у него укрепления в Киликии, а также уступить Тир и Сидон. На это Деметрий ответил, что «не только Ипс, но и ещё тысяча подобных поражений не заставят его платить за такого зятя». После того как Птолемей захватил Кипр, Селевк, понимая, что следующими будут Тир и Сидон, решил присоединить эти города к своей державе. Также он смог захватить и Киликию.
В 285 году до н. э. Деметрий во время неудачного похода против Лисимаха в Малой Азии был вынужден отступить во владения Селевка в Киликию. Там он отправил к Селевку послов с просьбой о милосердии. Вначале Селевк распорядился оказывать полное содействие Деметрию, однако затем выступил против него с войском. Плутарх приводит аргументы Патрокла, которые убедили Селевка начать военную кампанию против Деметрия. Патрокл подчёркивал, что хоть Деметрий и находится в крайне затруднительном положении и не представляет реальной угрозы, он является одним из наиболее талантливых врагов Селевка. Соответственно, упустить возможность его уничтожить, по мнению Патрокла, было бы непростительным легкомыслием.
Даже в столь безвыходной ситуации Деметрий пытался сопротивляться. После того, как его покинуло войско, Деметрий надеялся достичь моря и бежать, а после того, как и этот план оказался невыполнимым, думал о самоубийстве. В конечном итоге Деметрий был вынужден сдаться Селевку, который обеспечил ему царские условия в плену. Сын Деметрия Антигон Гонат, а также представители ряда греческих полисов просили Селевка отпустить Деметрия и предлагали большой выкуп. Лисимах, напротив, предложил Селевку 2 тысячи талантов, если тот решит казнить его давнего врага. В конечном итоге Селевк отказался от всех предложений и «на третьем году своего заключения Деметрий, от праздности, обжорства и пьянства, заболел и скончался в возрасте пятидесяти четырёх лет» в феврале или марте 282 года до н. э. Тело умершего царя отправили в Грецию, где ему организовали пышные похороны.

### Война с Лисимахом. Смерть

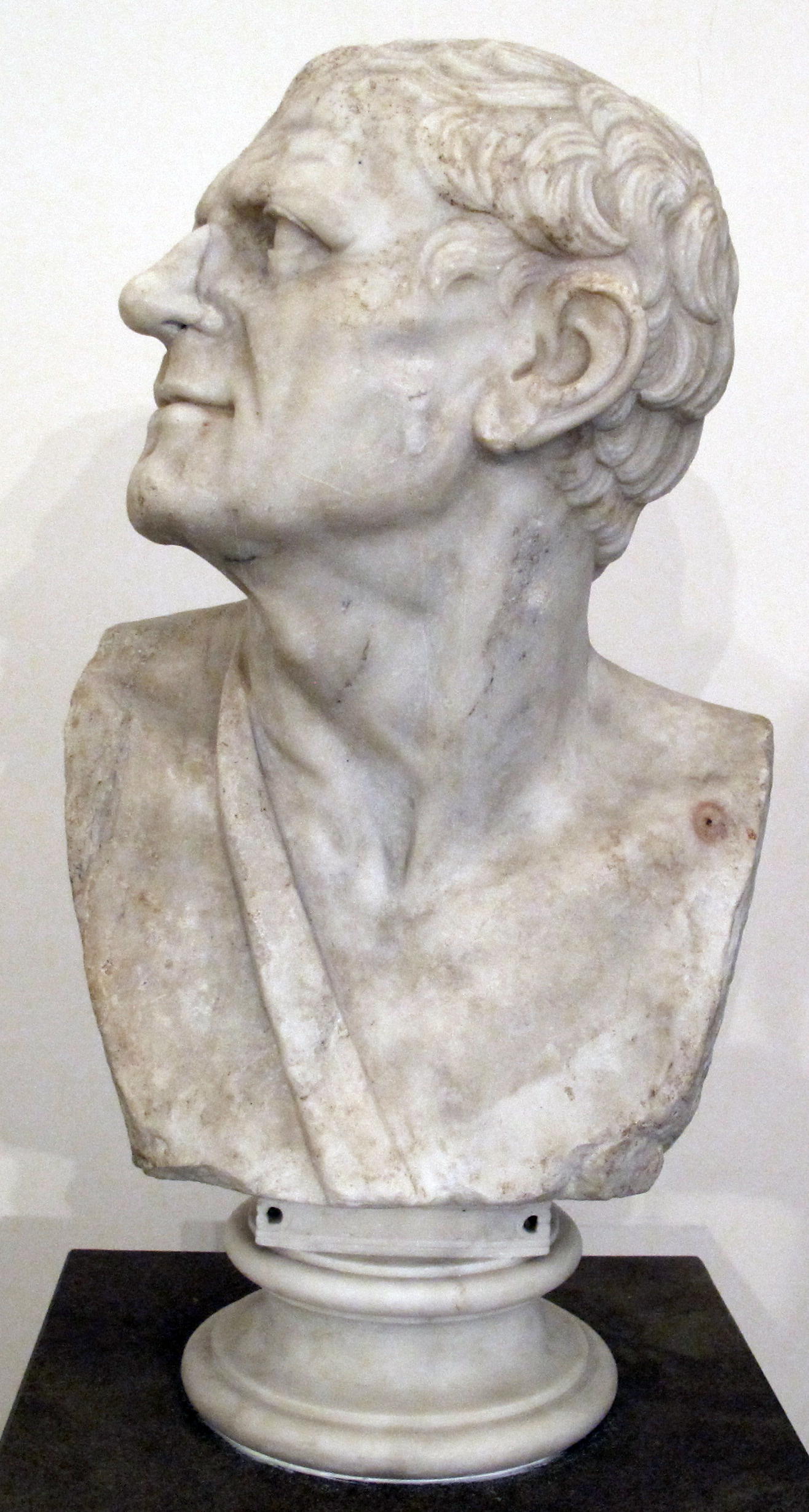
Бюст Лисимаха. Римская копия эпохи Октавиана Августа с греческого оригинала. Национальный археологический музей Неаполя

В 283/282 году до н. э. вследствие интриги при дворе Лисимаха был казнён его старший сын и наследник Агафокл. После этого его сторонники, среди которых находились вдова Агафокла Лисандра с братом Птолемеем Керавном и детьми, а также брат Агафокла Александр, бежали ко двору Селевка. Согласно Павсанию, «придя в Вавилон, они стали умолять Селевка начать войну с Лисимахом». Одновременно хранитель казны Лисимаха Филетер захватил Пергам, после чего объявил, что передаст город и богатства лично Селевку. Царь решил воспользоваться смутой в державе соседа и последнего из живых диадохов-военачальников Александра и согласился начать войну против Лисимаха.
Большинство деталей этой войны неизвестно. Полиэн описывает уловку, благодаря которой Селевк смог захватить стратегически важную крепость Сарды. Подойдя к городу, он оказался не в состоянии захватить хорошо укреплённую крепость, и поэтому публично пообещал огромную награду в сто талантов тому, кто убьёт коменданта и хранителя казны Лисимаха Феодота. Таким образом он смог посеять взаимное недоверие между начальником лидийской столицы и его воинами. Поэтому Феодот, решив предупредить измену в отношении себя, ночью сам открыл ворота и, впустив Селевка, вручил ему казну Лисимаха. По мнению И. Г. Дройзена, Феодот решил не только сохранить себе жизнь, но и самому получить сто талантов. Вскоре после захвата Сард между войсками Селевка и Лисимаха в конце февраля 281 года до н. э. состоялась битва при Курупедионе, в ходе которой погиб Лисимах.
После победы Селевк подчинил бо́льшую часть Малой Азии и направился в Европу. Поход во Фракию и Македонию был для Селевка символическим жестом, хотя, по мнению античных авторов, царь в первую очередь хотел посетить родные земли. Недалеко от Лисимахии он был предательски убит одним из своих царедворцев Птолемеем Керавном, который затем стал царём Македонии. Согласно Аппиану, Филетер выкупил тело бывшего царя, провёл соответствующие ритуалы и отправил прах Селевка его сыну и наследнику Антиоху. Антиох захоронил отца в Селевкии Пиерии и построил на месте захоронения храм Никаторий.

## Семья
В 324 году до н. э. во время массового бракосочетания в Сузах между знатными персиянками и македонскими военачальниками, которое, по мнению Александра Македонского, должно было примирить оба народа, Селевк получил в жёны дочь согдийского аристократа Спитамена Апаму. В 324/323 году до н. э. у пары родился сын, которого в честь деда назвали Антиохом. Вскоре после смерти Александра Македонского в 323 году до н. э. большинство македонян и греков развелись со своими новыми супругами. Однако Селевк стал в этом плане одним из немногих исключений среди македонских аристократов. Византийский историк Иоанн Малала утверждал, что Апама родила Селевку двух дочерей — Апаму и Лаодику, чьё существование историки ставят под сомнение. Ещё одним сыном Апамы мог быть Ахей. Происхождение Ахея достоверно неизвестно. Версия о том, что его отцом был Селевк, основана на одном из фрагментов сочинений Евсевия Кесарийского, и на данный момент не является общепринятой в историографии. Одним из факторов счастливого брака Апамы мог быть политический расчёт Селевка. Во время бракосочетания в Сузах Селевк не обладал царскими амбициями. Позднее, во время войн диадохов, опора на центральноазиатские народы, для которых Апама была дочерью местного героя Спитамена, и противопоставление греко-македонской традиции, которую представлял Антигон, стали факторами победы Селевка.
Между 300 и 298 годами до н. э. Селевк заключил династический брак с дочерью Деметрия Полиоркета Стратоникой, у которой впоследствии родилась дочь Фила. В историографии существует несколько противоречивых версий относительно того, была ли на момент второй свадьбы Селевка жива его первая жена Апама. Византийский историк Иоанн Малала утверждал, что к моменту женитьбы Селевка на Стратонике Апама умерла. Такого же мнения придерживался немецкий историк Г. Бенгтсон, хотя не исключал, что на момент свадьбы со Стратоникой она была жива. Такой же позиции придерживался Д. Грейнджер. Македоняне практиковали полигамию. Согласно данным эпиграфики, Апаме продолжали оказывать царские почести и после появления при царском дворе Стратоники, о чём свидетельствует посвятительная надпись в Милете 298 года до н. э., в которой упомянута Апама. Также, в одном из клинописных документов, который датируют самое раннее 290-м годом до н. э., говорится о «царице» Апаме вместе с сыном Антиохом. По мнению российского историка Е. М. Берзон, это свидетельствует о том, что на тот момент Апама была жива и вместе со своим сыном содействовала строительству храма Бит-Реш в Уруке. Е. М. Берзон указывает, что текст документа клинописной таблички из Урука (YOS 20. 87) был опубликован лишь в 2012 году. Приведённая в нём информация позволяет пересмотреть сведения о жизни Апамы, опубликованные в более ранних научных статьях. Исходя из текста документа, Апама не только была жива на момент его написания, но и продолжала именоваться царицей, если и не как жена Селевка, то как мать Антиоха I. Косвенно данная информация свидетельствует о поддержке Апамой своего сына Антиоха при управлении Верхними сатрапиями.

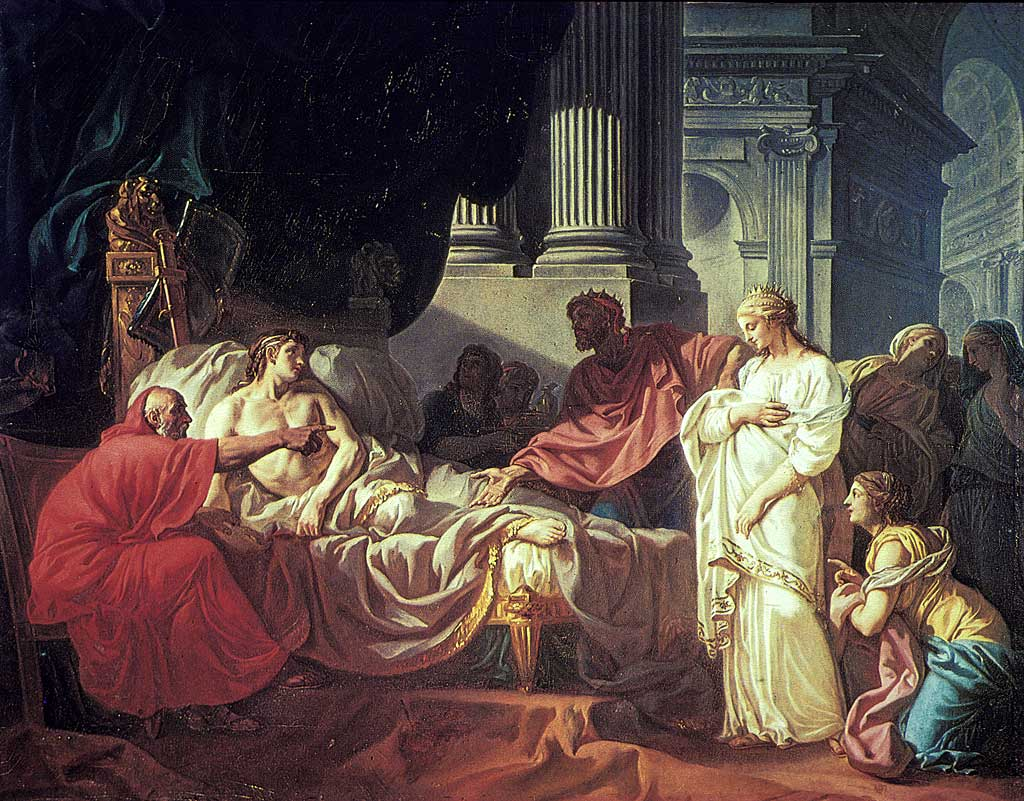
Жак-Луи Давид. «Антиох и Стратоника» (1774). Школа изящных искусств, Париж

С именем Стратоники связана легенда, описанная в разных вариациях у нескольких античных историков. Согласно классической версии, старший сын и наследник Селевка Антиох влюбился в мачеху и, «чувствуя себя несчастным, прилагал все усилия к тому, чтобы прогнать страсть, но, в конце концов, пришёл к убеждению, что желание его чудовищно, недуг же — неисцелим и, словно обезумев, принялся искать способа покончить с собою». Юноша перестал принимать пищу и выполнять назначения врачей. Придворный врач Эрасистрат догадался о «любовном недуге» наследника престола и, заметив, что у Антиоха учащаются пульс и дыхание, появляются румянец и другие симптомы при приближении Стратоники, определил его причину. Тогда он набрался смелости и обратился к Селевку. Эрасистрат заявил, что ситуация безнадёжная. На уточняющие вопросы царя врач ответил, что Антиох влюблён в его, Эрасистрата, жену. На просьбу пожертвовать супругой ради государственной необходимости, Эрасистрат ответил, что на такую жертву не пошёл бы даже Селевк. Когда царь опроверг слова придворного врача словами: «Ах, дорогой мой, если бы только кто из богов или из людей обратил его страсть в эту сторону! Да ради жизни Антиоха я не пожалел бы и царства!» Лишь после этого Эрасистрат открыл Селевку истинную причину болезни сына. Согласно легенде, Селевк созвал на собрание народ и/или войско, на котором объявил о том, что выдаёт Стратонику замуж за Антиоха, а последнего назначает своим соправителем и отправляет властвовать над Верхними сатрапиями.
Красивая легенда об Антиохе и Стратонике, которую Д. Грейнджер охарактеризовал как «комедию», была, предположительно, создана уже после смерти Селевка, возможно при правлении Антиоха, в пропагандистских целях. Несмотря на недостоверность, она имеет явную историческую основу. На момент свадьбы Антиоха и Стратоники её отец стал царём Македонии и обладал сильной армией. Если бы Антиох взял в жёны другую женщину, то Деметрий мог бы на фоне раскола после смерти Селевка начать войну за царство. Селевк уже в силу возраста не мог иметь сыновей от Стратоники. В то же время царь дорожил родством с Деметрием и даже назвал дочь в честь его матери. Всё вышеперечисленное, по мнению С. В. Смирнова, привело к такому нестандартному шагу Селевка, который отдал сыну и наследнику свою супругу. При этом историк считал, что во всей этой истории между пасынком и мачехой никакой любви не было. По образному выражению британского историка Д. Огдена, экстраординарное решение по передаче своей жены сыну со стороны Селевка предотвратило возможную катастрофу в созданной им державе. В отличие от вышеперечисленных историков, Г. Бенгтсон считал, что брак был заключён по любви, но подчёркивал чрезмерно романтический стиль истории, который позволяет усомниться в её достоверности. Он отмечал, что на момент свадьбы Антиоха и Стратоники Эрасистрат (родился в 304/303 году до н. э.) был слишком молод, чтобы заниматься лечением наследника царя. История о постановке диагноза «любовной горячки» повторяет легенду об «отце медицины» Гиппократе и наследнике македонского престола Пердикке, который воспылал страстью к наложнице отца Филе. Впоследствии, когда рациональная основа брака Антиоха и Стратоники стала неактуальной, история обросла мифами и легендами, пропагандистскими штампами, благодаря чему дошла до наших дней в изложении нескольких античных историков.
Согласно античным источникам, при заключении мирного договора между Чандрагуптой и Селевком оба правителя пришли к соглашению о «взаимных браках» или «брачном союзе». Данные фрагменты могут иметь различные трактовки, так как в источниках нет какой-либо информации о жене Селевка или его родственниках из Индии.

## Государство Селевка

### Внутренняя политика

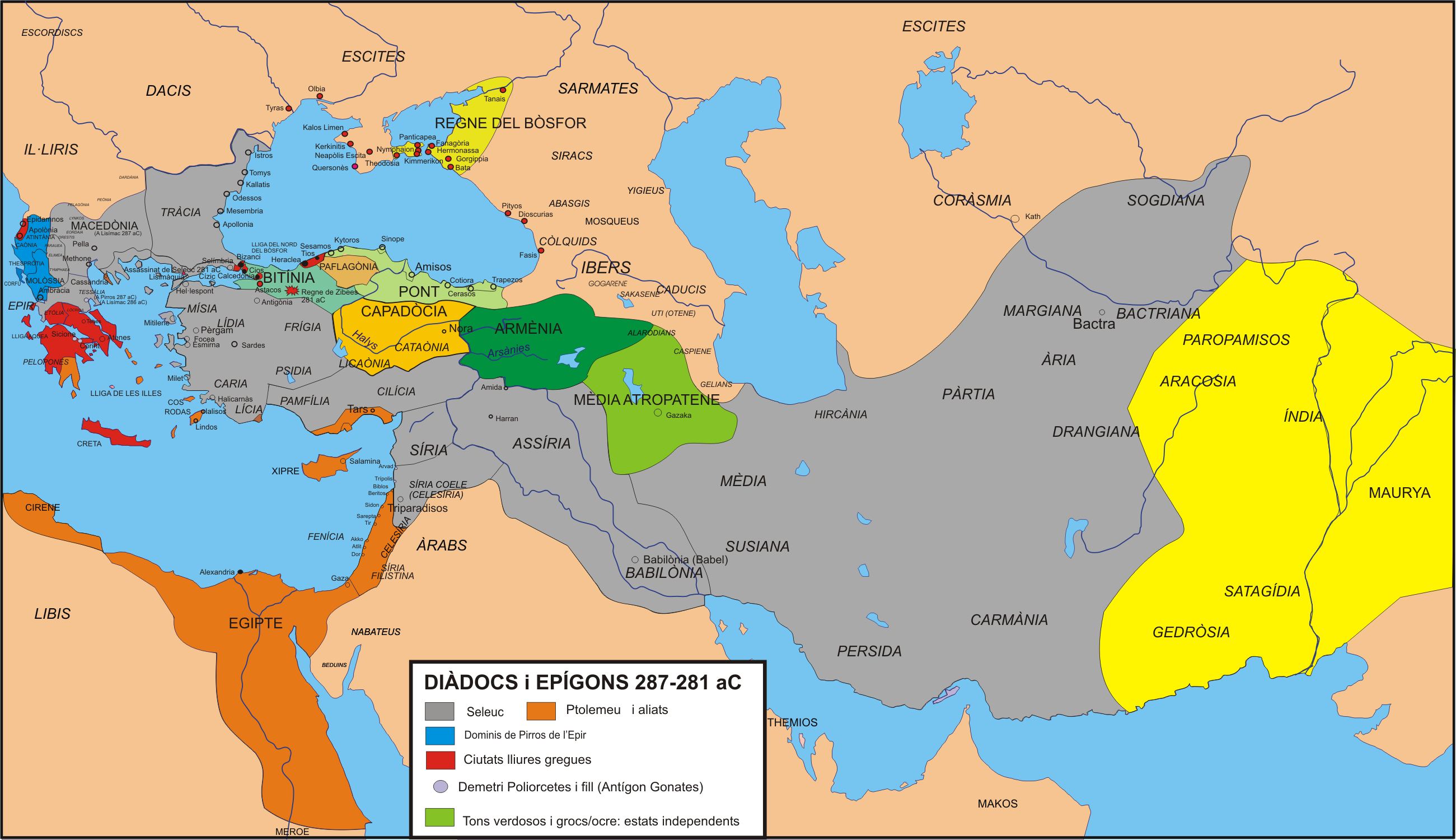
Ориентировочные границы владений Селевка на момент его смерти в 281 году до н. э.

В начале правления перед Селевком стояла весьма трудная задача обеспечения спокойствия на громадных территориях, где греки и македоняне находились в абсолютном меньшинстве относительно местного населения. Отсутствие восстаний и мирное сосуществование многочисленных народов с греко-македонской правящей верхушкой предполагали комплекс управленческих решений и межкультурных взаимодействий, а также продуманную религиозную и финансовую политику. Хотя историкам и неизвестны все детали внутренней политики Селевка, она была эффективной, так как период его правления был одним из наиболее спокойных за всю историю империи Селевкидов. Политика Селевка при создании собственного государства частично повторяла и частично дополняла действия Александра Македонского.
Селевк I Никатор был выдающимся администратором и просвещённым правителем. Согласно Аппиану, он основал 55 городов, в числе которых насчитывалось 16 Антиохий (по имени его отца), 5 Лаодикей (по имени матери), девять Селевкий, три Апамеи и одна Стратоникея (в честь жён); другие города были названы по имени Александра, македонских или греческих городов, или в память побед Селевка. Возможно, в ряде случаев в «основанные» города были записаны населённые пункты и крепости, в которых были проведены те или иные строительные работы. Не исключено, что часть из упомянутых античным историком городов были основаны уже при сыне Селевка Антиохе. Для их заселения использовали как добровольные, так и принудительные методы. Переселенцам могли предоставлять некие экономические льготы; также не исключено, что их принудительно заставляли менять место проживания.
Наиболее важной для государства Селевка строительной программой стало создание агломерации сирийского Тетрополиса. После того как Селевк получил доступ к Средиземному морю, он в 300 году до н. э. основал Селевкию Пиерию, в которую хотел перенести столицу. Вскоре рядом с Селевкией были основаны Антиохия, Лаодикея и Апамея. С основанием Антиохии связана описанная у Иоанна Малалы легенда. Селевк около 300 года до н. э. прибыл в столицу своего поверженного врага Антигона Антигонию. Он предполагал вновь переименовать столицу Антигона. Однако во время жертвоприношений орёл схватил с жертвенника кусок мяса и отнёс на гору Сильпий. Жрец Амфион трактовал это знамение, как волю богов основать новый город рядом с этой горой. 22-го артемисия 300 года до н. э. состоялась закладка Антиохии, во время которой совершили жертвоприношение девственницы Эмате.
Селевк установил дипломатические отношения с Индией, которые впоследствии развивали его наследники. Около 300 года до н. э. при дворе правителя империи Маурьев Чандрагупты находились послы Селевка Мегасфен, Даимах, Дионисий и Патрокл. Через государство Селевкидов проходили торговые пути из Индии в Европу и Египет, что делало торговлю с ней важным источником доходов. Селевк и его потомки прилагали усилия, чтобы улучшить дороги и, соответственно, облегчить торговлю. Экспансия Селевка проявлялась также в организации исследовательских экспедиций и военных походов (к примеру, путешествие Патрокла по Каспийскому морю, а также поход Демодама до Ташкентского оазиса).
Громадные размеры государства Селевкидов требовали наличия развитого бюрократического аппарата, а также существование определённых, в каждом конкретном случае различных, автономий с учётом местных верований и традиций. Высшими чиновниками были «ведающий делами», глава царской канцелярии и глава финансов, в чью ответственность входил сбор налогов. В окружении царя находились лица с придворными титулами «друзей» и «родственников». Из их числа царь выбирал кандидатов для занятия высших постов в войске и гражданских администрациях. Административное деление государства Селевкидов учитывало персидскую традицию разделения империи на сатрапии. В отличие от империи Ахеменидов, селевкидские сатрапии были значительно меньшими по размерам (согласно Аппиану их было 72, а при персидском правлении на этих землях располагалось в разные годы 10—12 сатрапий), что уменьшало влияние и значимость сатрапов. Сатрапии, в свою очередь, делились на епархии, а епархии — на гиппархии.

### Религиозная политика
Политика сближения греко-македонской и местной культур в государстве Селевка предполагала тщательно продуманный религиозный синкретизм и культ царя. В многонациональном государстве Селевк не мог опираться лишь на те образы богов, которые были бы незнакомы большинству населения. В официальной пропаганде верховный бог Зевс отождествлялся с самим Селевком. Также в государстве стал формироваться культ правителя — в различных городах в честь Селевка стали сооружать алтари, устраивать празднества, называть его именем городские филы и месяцы года. В то же время ориентация на традиции местных культур проявилась в особой популярности культа Аполлона, который стал замещать культ Зевса в качестве главного божества. Селевкиды и, возможно, сам Селевк, позиционировали себя потомками Аполлона, который воплощал в себе черты не только покровителя искусств и бога гармонии, но и божества света и Солнца. В этом контексте селевкидского Аполлона могли отождествлять с вавилонскими Шамашем и Набу, а также иранским Митрой. Образ Геракла приобрёл общие черты с Гильгамешем, героем, который не только побеждает варваров и совершает подвиги, но и несёт блага цивилизации. Афина стала походить на Иштар и отвечать не только за войну, но и за любовь. В этом контексте культ жены первых царей Стратоники соединял в себе образы основных женских богинь греческого мира — Геры, Афины, Артемиды и Афродиты.

### Соправительство Селевка и Антиоха
В промежутке между 295 и 293 годами до н. э. Селевк объявил своего сына Антиоха царём Верхних сатрапий. В историографии имеется несколько гипотез относительно мотивов Селевка. А. Курт и А. Шервин-Уайт полагали, что Селевку был нужен помощник в управлении громадной державой. По другой версии, царь был вынужден отправить на восток кого-то, кому он мог доверять для упрочения своей власти в Бактрии и других сатрапиях, на которые совершали набеги кочевые племена саков и массагетов. Селевк также хотел, чтобы его старший сын и наследник набрался опыта. Для этой цели к Антиоху был приставлен один из наиболее опытных военачальников Демодам. В контексте данной гипотезы, действие Селевка оказалось результативным. Поход Демодама в земли кочевников был успешным, он позволил Селевикдам сохранять своё политическое и культурное влияние в регионе на последующие полтора века. По образному выражению украинского исследователя В. В. Гусакова, «он раздвинул пределы греко-македонской ойкумены, как минимум, до Ташкентского оазиса». Военная экспедиция Демодама не только носила карательный характер против саков и массагетов, но и очерчивала границы державы Селевка.
Э. Бикерман отмечал, что соправительство было нехарактерно для греков и македонян, однако достаточно распространено в империи Ахеменидов. Возможно, в данном случае Селевк действовал в русле персидской традиции, когда царь предъявлял народу новое официальное лицо, в данном случае наследника-соправителя.

## Монеты

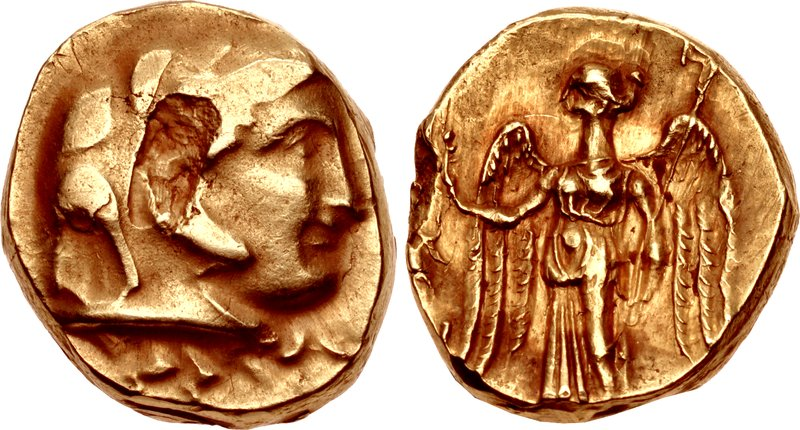
Золотой дарик Селевка с изображением Александра в слоновьей шкуре

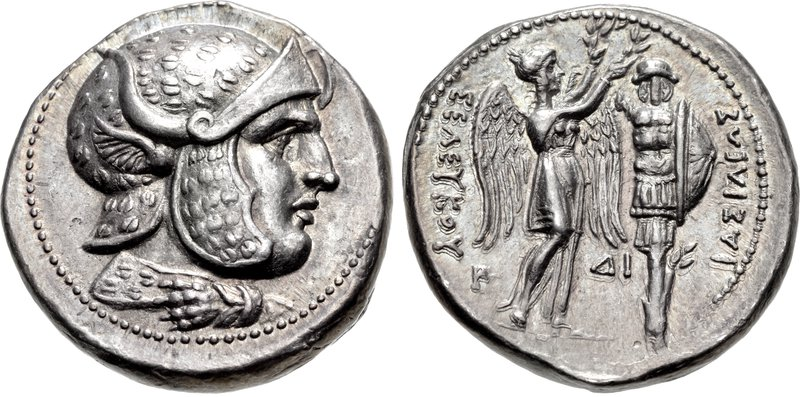
Тетрадрахма Селевка

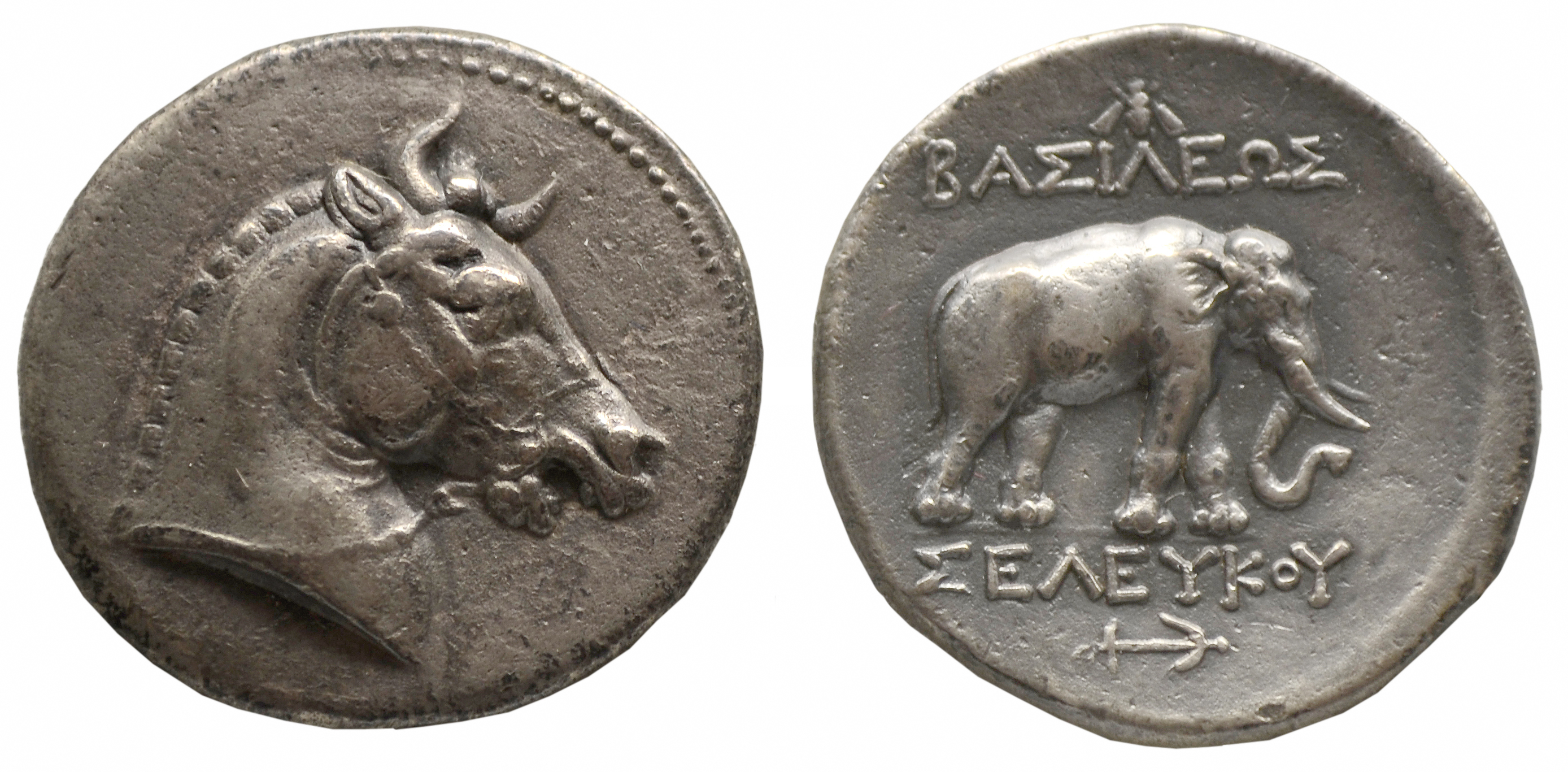
Тетрадрахма Селевка с символами государства — слоном, головой Буцефала и якорем

В государстве Селевка сосуществовали несколько монетных систем. Ключевое значение для экономики державы имела торговля с Грецией и Македонией, что обусловило необходимость использования денег аттической монетной системы. Одновременно, в Бактрии и Месопотамии продолжали чеканить монеты для локального местного употребления со своими, привычными для области их обращения, весовыми характеристиками.
Официальная пропаганда о покровительстве Селевку божественного Александра нашла отображение в нумизматике. На золотых (дариках и двойных дариках) и бронзовых монетах, которые чеканили в Экбатанах, Сузах и Вавилоне, аверс содержит изображение Александра в шкуре слона. На реверсе помещали богиню победы Нику. Дополнительными символами реверса могут быть военный трофей, рогатая голова коня или якорь. В литературе существует несколько интерпретаций данных монет. Возможно, Александр в шкуре слона символизирует поход Селевка в Индию. Не исключено, что монеты этого типа чеканили уже после битвы при Ипсе. Данные монетные типы являлись одним из инструментов официальной пропаганды Селевка, который стремился представить себя наследником легендарного обожествлённого царя.
Второй тип монет Селевка, который, возможно, связан с Александром, представлен многочисленными выпусками монетного двора Суз. На аверсе содержится изображение мужчины с накинутой на плечи шкурой пантеры в шлеме с бычьими ушами и рогами. На реверсе богиня победы Ника возлагает венок на военный трофей. По двум сторонам от изображения нанесена легенда «ΒΑΣΙΛΕΩΣ ΣΕΛΕΥΚΟΥ» («Царя Селевка»). В специальной литературе существуют различные мнения относительно того, кто именно — Селевк или Александр — изображён на монете. В данном случае, персонаж на монете имеет атрибуты бога Диониса и, по одной из версий, представляет собой идеализированный обобщённый образ божества с чертами Александра и Селевка.
Кроме того, в государстве Селевка продолжали чеканить и локальные монеты, как, к примеру, вавилонские львиные статеры. Кроме вышеуказанных, широкое распространение получили монетные типы с символами государства Селевкидов — слоном, головой Буцефала, якорем, луком и колчаном стрел и др.

## В искусстве

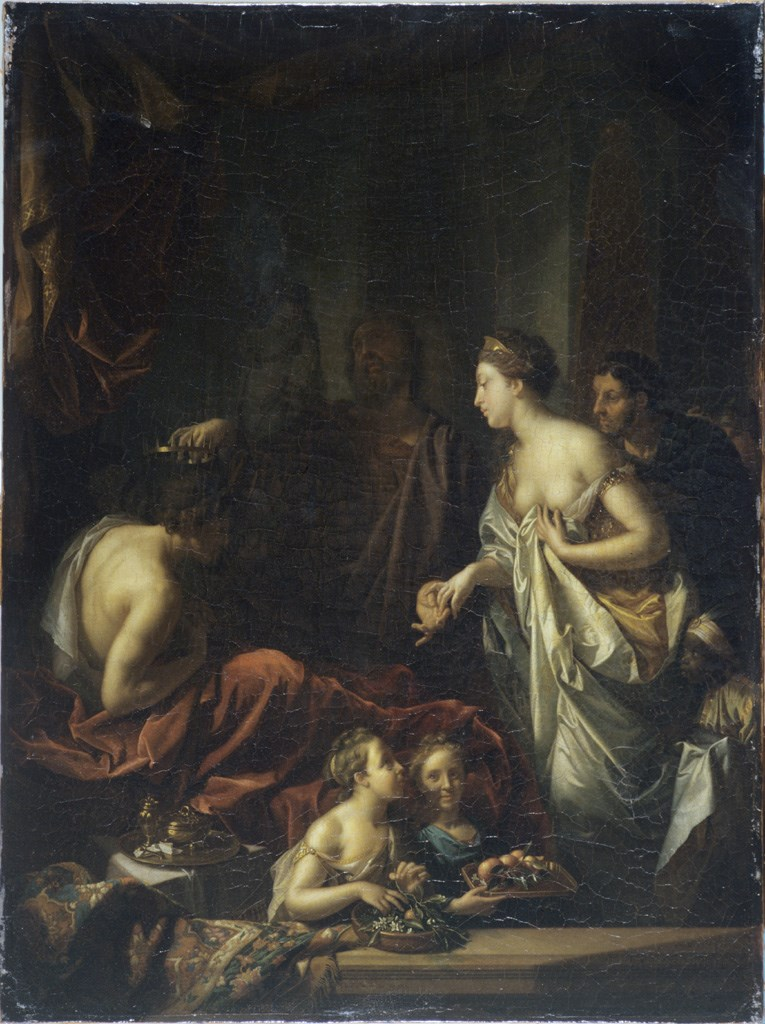
Антиох, Селевк и Стратоника, 1720. Адриан ван дер Верф
Музей изобразительных искусств, Бордо, Франция

До сегодняшнего дня дошли несколько скульптурных изображений Селевка. Наиболее известное из них, обнаруженное при раскопках Геркуланума, экспонируется в Национальном археологическом музее Неаполя. Ещё одна голова Селевка находится в Лувре. Также, по одной из версий, голова в Пергамском музее, которую приписывают Атталу I, на самом деле является изображением Селевка.
В Новое время художники и драматурги активно разрабатывали сюжет о Селевке, Стратонике и Антиохе. С художественной точки зрения легенда имеет три сюжетные линии: о любви пасынка к мачехе; о благородном отце, который уступает жену любимому сыну и наследнику; о прозорливом враче, который благодаря своим уму и находчивости не только поставил правильный диагноз, но и проявил талант дипломата, сумев избежать ненужных жертв. Популярность сюжета в Новое время можно объяснить наличием в нём характерных для барочной и классицистской драмы мотивов — великодушного супруга, который ради сына и порядка в государстве отрекается от любимой жены и семейного счастья; умирающего героя, Антиоха, который не смеет переступить моральные нормы и предаться страсти. Внимание драматургов было зачастую направлено на страдания и душевные терзания главного героя. В 1645 году была посмертно опубликована пьеса Луиша де Камоэнса «Царь Селевк». В 1666 году Н. Минато написал оперу «Селевк», главной сюжетной линией которой была любовь Антиоха к Стратонике. В 1684 году И. Хальман написал драму «Странная отцовская любовь или умирающий от любви Антиох и спасённая от смерти Стратоника». В 1708 году на сцене Гамбургской оперы впервые поставили произведение К. Граупнера и Б. Фейнда «Болезненная любовь, или Антиох и Стратоника».

## Оценки
Античные авторы создали идеализированный образ Селевка. Арриан писал, что «из тех, кто принял власть после Александра, Селевк был самым крупным человеком, что он обладал наиболее царственным образом мыслей и правил обширнейшей после Александра страной». Павсаний считал Селевка наиболее честным и справедливым царём среди правителей эпохи диадохов. Аппиан охарактеризовал его выдающимся воином, дипломатом и военачальником, который из всех наследников Александра создал наибольшее царство, где правил согласно закону и основал множество городов. Плутарх упоминает Селевка в качестве любящего отца, который «пожертвовал» свою молодую жену сыну Антиоху.
Современные историки не столь однозначны в своих оценках. В историографии существуют различные мнения относительно того, были ли успехи Селевка следствием удачи и благоприятного случая, либо являлись результатом его продуманных действий, энергии и ума. Так, Б. Г. Нибур охарактеризовал Селевка как «истинного „баловня судьбы“, не проявившего себя ни героем, ни государственным деятелем». Я. Буркхардт, напротив, считал Селевка самым достойным из всех наследников Александра. Г. Бенгтсон отмечал, что в отличие от других диадохов он ответственно относился к обязанностям правителя. Также историк отмечал отсутствие у Селевка жестокости, дружелюбное отношение к окружающим, обратной стороной чего стало недостаточно критическое восприятие членов своей свиты, что стоило ему жизни. А. С. Шофман отмечал как положительные, так и отрицательные качества Селевка. Историк отмечал его дипломатические успехи, а также умение наносить внезапный удар. В то же время Шофман считал Селевка коварным и чрезмерно честолюбивым правителем, которому были свойственны непостоянство, мелочность и стремление к власти.
Д. Грейнджер при оценке наследия Селевка отмечал, что он смог создать государство, которое просуществовало несколько веков. Изначально, в силу своих размеров и структуры, оно было хрупким и состояло из множества народов с различными традициями и особенностями управления. В связи с этим вся история империи Селевкидов состояла из серии войн с соседями, мятежными племенами, а также между претендентами на престол. Однако в историю Селевк вошёл в первую очередь благодаря своей градостроительной политике, так как ряд основанных им городов существуют и по сегодняшний день.